# René Lagrange
Pour les articles homonymes, voir Lagrange.
René Lagrange (20 janvier 1891 à Irancy - 16 août 1946 à Montfermeil) était un militant syndical autodidacte. Il donnait des causeries à la Bourse du travail sur le thème de l'histoire du mouvement social.

## Biographie
Originaire d'une région viticole où il devenait de plus en plus difficile de gagner sa vie, René Lagrange « monte » à Paris où il commence un apprentissage de boulanger-pâtissier. Une mauvaise chute dans un soupirail le rend infirme à vie.
Il doit changer de métier et devient tailleur, activité que l'on peut pratiquer sans avoir besoin de rester debout. Militant de la SFIO et syndicaliste, il est déçu par la révolution soviétique et ses sympathies le portent vers les milieux anarchistes.
Militant syndicaliste et socialiste, il vota en juillet 1917 l'exclusion de Gustave Hervé lors d'une réunion du groupe socialiste d’Auxerre. En octobre 1919, il devient secrétaire adjoint de la Fédération Socialiste de l'Yonne aux côtés d'Adrien Langumier. Secrétaire du syndicat de l'Habillement au moment de la grève de mai 1920, il fut condamné à la suite de graves incidents, par le Tribunal correctionnel d'Auxerre à dix-huit mois de prison par défaut,,.
Dans l'entre-deux-guerres, il est plus souvent au chômage qu'employé. Il rassemble un important fonds documentaire d'enseignement sur l'histoire du mouvement ouvrier à l'étude duquel il consacre son temps. Il donnera des causeries sur ce thème à la Bourse du travail en 1939.